# Біла Церква разом
«Біла Церква разом» — політична партія України. Зареєстрована Міністерством юстиції України 14 січня 2008 року як  «Права Воля України», стала 142-ю політичною партією, зареєстрованою в Україні. До травня 2018 року мала назву «Права воля України».
Установчий з'їзд Політичної партії «Права воля України» відбувся 18 листопада 2007 року. На установчому з'їзді головою політичної партії «Права воля України» обрано Марченко Галину Миколаївну.
За даними ЗМІ[яких?] одним з тих, хто фінансує партію «Права воля України» є нардеп Василь Хмельницький.

## Участь у виборах

### 2019 рік
На виборах до Верховної ради 2019-го року Микола Бабенко був висунутий кандидатом в народні депутати по одномандатному виборчому округу №90. В результаті виборів він здобув перемогу, набравши 28,2%